# Zbigniew Sosnowski (przedsiębiorca)
Zbigniew Sosnowski (ur. 17 maja 1963 w Przasnyszu) – polski przedsiębiorca, założyciel i właściciel spółki Kross SA. 

## Życiorys
Jest synem rolników spod Przasnysza. Zaczynał pracę jako mechanik samochodowy. W 1990 roku założył pierwszy mały sklep rowerowy w Przasnyszu, kupując za wszystkie oszczędności około trzydzieści pierwszych rowerów. Szybko stał się jednym z największych hurtowych odbiorców rowerów produkowanych przez firmę Romet z Bydgoszczy. W połowie lat 90. XX wieku jego firma stała się montownią. Po upadku firmy Romet, początkowo przez krótki czas importował rowery z Włoch, lecz wkrótce zakupił tam całą linię technologiczną i stał się również producentem – pod markami Grand, Vision, Best. W 2006 r. firma Sosnowskiego zatrudniała ponad 1000 osób i produkuje pod własną marką Kross.
W 2005 jego majątek był szacowany na ok. 135 mln zł.
Został uhonorowany tytułem „Przedsiębiorca Roku 2004” w konkursie organizowanym przez firmę Ernst & Young, a w maju 2005 r. znalazł się wśród 34 finalistów międzynarodowej edycji konkursu, wyłonionych spośród 10 000 najlepszych przedsiębiorców świata.
W 2004 r. firma Kross wyprodukowała ponad 800 tys. rowerów. Jej przychody wyniosły ponad 200 mln zł, a zysk netto około 8 mln zł. W 2005 r. około 40% przychodów firmy przynosił eksport m.in. do Francji, Wielkiej Brytanii, Szwecji, Finlandii, Holandii, Niemiec, USA i na Ukrainę. W 2006 r. Sosnowski założył firmę deweloperską Novdom.
Wraz z żoną Elżbietą otrzymał w 2005 nagrodę Przaśnika, przyznawaną osobom zasłużonym dla ziemi przasnyskiej. Wyróżniony został również (2004) statuetką „Przasnyskiego Koryfeusza”.